# Ctibor Dostálek
Ctibor Dostálek (3. listopadu 1928 Žamberk – 24. dubna 2011 Praha) byl český neurofyziolog, akademik, odborník na tradiční indické lékařství ájurvédu a léčebné působení hatha-jógových cvičení.

## Život
Byl žákem a následovníkem akademika Viléma Laufbergera a propagátorem jeho díla.
Na Ústavu fyziologických regulací ČSAV v Praze, jehož byl ředitelem, se zabýval mimo jiné také výzkumem mechanismů jógových cvičení pomocí elektrofyziologických měření. Prokázal, že jógová cvičení vedou ke snížení krevního tlaku, ke snížení hladiny cukru a cholesterolu v krvi, zvyšují tělesnou zdatnost, zlepšují celkový zdravotní stav, zpomalují proces stárnutí, zvyšují sexuální schopnosti atd.
V letech 1990–1991 přednášel na Obchodně podnikatelské fakultě v Karviné.
Byl prezidentem World Federation of Holistic Health Sciences, poradcem Indian Board of Alternative Medicines. Rovněž byl prezidentem Collegium Internationale Activitatis Nervosae Superioris.